# تاریک‌ترین ساعت (فیلم ۲۰۱۷)
تاریک‌ترین ساعت (انگلیسی: Darkest Hour) یک فیلم تاریخی، جنگی و درام به کارگردانی جو رایت و نویسندگی آنتونی مک‌کارتن است که در سال ۲۰۱۷ منتشر شد. از بازیگران آن می‌توان به گری اولدمن، بن مندلسون، رانلد پیکاپ، و استیون دیلین اشاره کرد.

## بازیگران
- گری اولدمن در نقش وینستون چرچیل
- بن مندلسون در نقش شاه جرج ششم
- رانلد پیکاپ در نقش نویل چمبرلین
- کریستین اسکات توماس در نقش کلمنتین چرچیل
- لیلی جیمز در نقش الیزابت نل
- استیون دیلین در نقش وزیر امور خارجه لرد هالیفکس

## تولید
در ۵ فوریه ۲۰۱۵ اعلام شد که وورکینگ تایتل فیلمز فیلمی را به نام تاریک‌ترین ساعت و با نویسندگی فیلمنامه‌نویس نظریهٔ همه چیز، آنتونی مک‌کارتن در رابطه با وینستون چرچیل در روزهای آغازین جنگ جهانی دوم خواهد ساخت. در ۱۹ مارس ۲۰۱۶ گزارش شد که جو رایت این فیلم را کارگردانی خواهد کرد. در ۱۴ آوریل ۲۰۱۶ گری اولدمن اعلام کرد که در نقش وینستون چرچیل به ایفای نقش خواهد پرداخت. در ۶ سپتامبر ۲۰۱۶ گزارش داده شد که فوکس فیچرز این فیلم را در تاریخ ۲۴ نوامبر ۲۰۱۷ در سطح ایالات متحده آمریکا منتشر خواهد کرد. در ۳ نوامبر ۲۰۱۶ فیلمبرداری آغاز شد. همچنین در نوامبر ۲۰۱۶ اعلام شد که داریو ماریانلی ساخت موسیقی فیلم را بر عهده خواهد داشت.

## جوایز
در فهرست زیر جوایز متعددی که تاریک‌ترین لحظات کاندید و موفق به دریافت آن‌ها شده‌است را می‌بینید.
| جایزه اسکار ۲۰۱۸ | بهترین بازیگر مرد      | گری اولدمن   | برنده |
| جایزه اسکار ۲۰۱۸ | بهترین گریم و آرایش مو |              | برنده |
| جایزه اسکار ۲۰۱۸ | بهترین فیلم            |              | نامزد |
| جایزه اسکار ۲۰۱۸ | بهترین طراحی صحنه      |              | نامزد |
| جایزه اسکار ۲۰۱۸ | بهترین فیلمبرداری      | برونو دل‌بونل | نامزد |
| جایزه اسکار ۲۰۱۸ | بهترین طراحی لباس      |              | نامزد |